# 勞爾佩尼亞
勞爾佩尼亞（西班牙語：Doctor Raúl Peña）是巴拉圭的城鎮，位於該國東部，由上巴拉那省負責管轄，始建於1977年，主要經濟活動有農業和畜牧業，人口估計約6,789。